# オール・アバウト・アンナ
『オール・アバウト・アンナ』（原題：All About Anna）は、2005年に製作されたデンマークの映画。R-15指定の作品。
2007年10月20日・21日、渋谷UPLINK FACTORYで開催された特集上映 『性と文化の革命展』にて上映された。

## キャスト
- アンナ：グリ・バイ
- カミラ：アイリーン・デーリー
- ヨハン：マーク・スティーヴンス